# Семиозерний (станція)
Семиозерний (рос. Семиозёрный) — станція Могочинського регіону Забайкальської залізниці Росії, розташована на дільниці Куенга — Бамівська між станціями Таптугари (відстань — 25 км) і Германовський (39 км). Відстань до ст. Куенга — 431 км, до ст. Бамівська — 318 км; до транзитного пункту Каримська — 663 км.